# درین‌دره (اردهان)
درین‌دره (به ترکی استانبولی: Derindere، به ارمنی: Խևա) یک منطقهٔ مسکونی در ترکیه است که در اردهان واقع شده‌است.